# Lucha en los Juegos Panamericanos

Lucha

La prueba de lucha fue admitida en los Juegos Panamericanos desde la primera edición que se celebró en Buenos Aires en Argentina en 1951.

## Eventos
Los siguientes eventos son los realizados en la prueba de lucha, según la sede son los eventos realizados.

### Masculino
| - -57 kg - -65 kg - -74 kg - -86 kg - -97 kg - -152 kg - -59 kg - -66 kg - -75 kg - -85 kg - -98 kg - -130 kg |

### Femenino
| - -48 kg - -53 kg - -58 kg - -63 kg - -69 kg - -75 kg |

## Medallero Histórico
Actualizado Santiago 2023
| Núm. | País                       | Oro | Plata | Bronce | Total |
| ---- | -------------------------- | --- | ----- | ------ | ----- |
| 1    | Estados Unidos (USA)       | 112 | 54    | 43     | 209   |
| 2    | Cuba (CUB)                 | 90  | 61    | 53     | 204   |
| 3    | Canadá (CAN)               | 31  | 32    | 58     | 129   |
| 4    | Ecuador (ECU)              | 5   | 4     | 11     | 20    |
| 5    | Venezuela (VEN)            | 4   | 29    | 44     | 77    |
| 6    | Brasil (BRA)               | 3   | 6     | 10     | 19    |
| 7    | México (MEX)               | 1   | 13    | 27     | 41    |
| 8    | Colombia (COL)             | 1   | 11    | 29     | 41    |
| 9    | República Dominicana (DOM) | 1   | 5     | 14     | 20    |
| 10   | Puerto Rico (PUR)          | 1   | 3     | 19     | 23    |
| 11   | Perú (PER)                 | 0   | 4     | 11     | 15    |
| 12   | Argentina (ARG)            | 0   | 3     | 7      | 10    |
| 13   | Panamá (PAN)               | 0   | 3     | 3      | 6     |
| 14   | Chile (CHI)                | 0   | 2     | 6      | 8     |
| 15   | Honduras (HON)             | 0   | 2     | 2      | 4     |
| 16   | El Salvador (ESA)          | 0   | 0     | 1      | 1     |
| 17   | Jamaica (JAM)              | 0   | 0     | 1      | 1     |

- Datos: Q20020359